# Gwara sądecka
Gwara sądecka – część dialektu małopolskiego, gwara mieszkańców Beskidu Sądeckiego i Wyspowego, w uogólnieniu – mieszkańców powiatów: nowosądeckiego, gorlickiego i północnej części limanowskiego, południowych krańców bocheńskiego (min. Rozdziele i Rajbrot) oraz południowej części woj. podkarpackiego. Po dialekcie śląskim i gwarze podhalańskiej jest to jedna z bardziej żywych odmian języka polskiego, używana na co dzień przez dużą część mieszkańców regionu. Jakkolwiek coraz częstsze jest tu zjawisko tzw. dyglosji, to w ostatnich latach pojawiło się tu wiele nowych słów, nieużywanych bądź nawet nieznanych w innych częściach Polski.
Gwara sądecka rozwinęła się jako specyficzny język Lachów i Górali Sądeckich. Fonetycznie i gramatycznie przypomina inne gwary Małopolski, np. gwarę podhalańską. Warstwę leksykalną odróżniającą ją od literackiego języka polskiego stanowią słowa związane z życiem codziennym w górach, miejscowymi zwyczajami i tradycją. W materii gramatycznej, fonetycznej i leksykalnej zauważalne są też pewne wpływy języka słowackiego, rusińskiego i niemieckiego. Jest do pewnego stopnia zróżnicowana wewnętrznie, w całym regionie występują nieznaczne różnice. Dlatego np. pewne wyrazy używane w południowej części rejonu bywają nieznane mieszkańcom jego północnej części itp.

## Cechy gwary

### Fonetyka
Gwara sądecka posiada kilka istotnych cech fonetycznych, odróżniających ją od oficjalnej polszczyzny. Niektóre z nich są charakterystyczne wyłącznie dla tej gwary, inne z kolei odnaleźć można również w innych gwarach, występujących na terenie Polski.
1. Mazurzenie, tzn. wymawianie sz, cz, dż jako s, c, dz
- scelina zamiast szczelina
- dzem zamiast dżem

2. Silna, przedniojęzykowa artykulacja nosowych samogłosek ą, ę. W gwarze tej wymawia się je jako połączenie o z „głuchym” n
- mądry – moŋdry[potrzebny przypis]
- między – mjoŋdzy

3.1. Udźwięcznianie głosek na styku dwóch wyrazów, np.:
- tak jakby – tag jagby
- z dziećmi – ź dziećmi
- Wiesz, że... – Wież, że...

3.2. Udźwięcznianie głosek wewnątrz wyrazów, np.:
- Ździsław – Zdzisław
- jezeźmy – jesteśmy
- ślizgo – ślisko

3.3. Wymawianie trz jako czsz, strz jako szcz, a drz jako dż
- trzeba – czszeba
- strzec – szczec
- drzwi – dżwi
- mistrz – miszcz

4. Charakterystyczna labialna artykulacja o i u po bezdźwięcznych głoskach i na początku wyrazu:
- ona – ona
- kot – kot
- u nas – u nos

5. staropolskie „a pochylone”, wymawiane jako o np.:
- kwiotek
- ptok

6. staropolskie „e ścieśnione” jest wymawiane jako y np.:
- jychoł
- pjynknie

7. Zacieranie głosek l oraz ł w ostatnich sylabach, np.:
- tyko
- widziaem

8.1. Charakterystyczna krtaniowa artykulacja ch wewnątrz wyrazu. Dźwięk w takiej pozycji jest wymawiany bardzo słabo, jest on wręcz pomijany w artykulacji
8.2. Ch na początku wyrazu przed spółgłoską wymawiane jest jako k, np.:
- Kryste Ponie zamiast Chryste Panie
- krzan zamiast chrzan
- Krząszcz zamiast chrząszcz
- Krystianizacja zamiast chrystianizacja

8.3. Przejście f w chw
- Chwalejówka zamiast Falejówka

9. Długie i(wym. ji) po samogłosce
- kraina – krajina

10. Zmiana końcówki -ie czasownika w 3 os. l.poj., np.:
- on umie – on umi

11. Niekiedy zbitka je może być wymawiana jako jy, np.:
- nie zje – nie zjy

12. Końcówka -ej jest skracana do i lub y, a -aj do -ej, np.
- więcej – wjencyj
- rzadziej – rzadzij
- gdzieś indziej – dzie ińdzij
- tutaj – tutyj

### Morfologia i słownictwo
1.1. Ludzie posługujący się gwarą sądecką używają końcówki o w pierwszej osobie l. poj. i l. mn., np.:
- Jo jado
- Widzo
- Pojadoma
- Bedoma

1.2. W czasie przeszłym niektóre czasowniki mają skróconą formę, np.:
- poszłem zamiast poszedłem
- zamkłem zamiast zamknąłem
- my byli zamiast my byliśmy

1.3. Pewne czasowniki w czasie teraźniejszym mogą posiadać wydłużoną postać, np.:
- śnije się zamiast śni się
- kipjeje zamiast kipi

1.4. Niektóre czasowniki mają inną formę trybu rozkazującego
- brać np. Bier mi to
- być np. Cicho że być

2. Częste używanie partykuły że z trybem rozkazującym
3.1. W dopełniaczu rzeczowniki rodzaju żeńskiego posiadają często końcówkę e
- Ido do kuchnie zamiast Idę do kuchni

3.2 Specyficzna forma celownika, występująca też w innych rejonach Polski (m.in. na Górnym Śląsku), np.:
- tatowi
- bratowi
- kotowi

3.3. W bierniku rzeczownik rodzaju żeńskiego i narzędniku rodzaju męskiego i nijakiego ogólnopolskie e przechodzi w o, np.:
- podejże mi śklanko zamiast podaj mi szklankę
- Jado rowerom zamiast jadę rowerem

4. Ruchomy akcent w wołaczu, zarówno l.poj., jak i mn. Niezależnie od jego pozycji w innych przypadkach akcent przypada zawsze na ostatnią sylabę. Sylaba ta jest wymawiana o wiele silniej w stosunku do pozostałych.
5. Przyimek do jest często zastępowany przyimkiem na:
- do Sącza – na Sonc
- Idę do domu – ido na chato

6. Tworzenie form żeńskich z ogólnopolskich form męskich za pomocą końcówki ka (jak w innych gwarach małopolskich, także miejskich, np. Krakowie i Zagłębiu Dąbrowskim)
- krawat – krawatka
- parasol – parasolka

7. Dokładanie do zdań twierdzących sformułowania no nie i co nie (gwara krakowska):
- To jest fajne, no nie?
- To jest fajne, co nie? Odpowiedź twierdząca „No”